# فوغاكو (حاسوب خارق)
فوغاكو (باليابانية: 富岳)، هو حاسوب فائق يوجد في معهد ريكن للأبحاث الطبيعية في مدينة كوبي في اليابان. بدأ تطوير الحاسوب في عام 2014 كخليفة للحاسوب الفائق حاسوب كيه، ومن المُقرر أن يبدأ العمل في عام 2021 ، على الرغم من تشغيل أجزاء من جهاز الكمبيوتر في يونيو 2020. وهو أسرع حاسوب عملاق في العالم ضمن قائمة توب 500 للحواسيب الفائقة.

## تاريخ
في 23 مايو 2019، أعلنت شركة ريكن عن اسم فوغاكو كاسم لحاسوبها الفائق الجديد. في أغسطس 2019، تم الكشف عن شعار فوغاكو الذي يُصور جبل فوجي، ما يرمز إلى «أداء فوغاكو العالي» و «النطاق الواسع من مستخدميه». في نوفمبر 2019، فاز النموذج الأولي للحاسوب فوغاكو بالمركز الأول في قائمة غرين500 (بالإنجليزية: Green500)‏. بدأ شحن رفوف المعدات إلى منشأة ريكن في 2 ديسمبر 2019، واكتمل في 13 مايو 2020. في يونيو 2020، أصبح فوغاكو أسرع حاسوب خارق في العالم في قائمة توب 500، مكان حاسوب شركة أي بي إم سومت.

## التكلفة
في عام 2018، أفادت مجلة نيكاي (بالإنجليزية: The Nikkei)‏ أن البرنامج سيُكلف 130 مليار ين ياباني. تسببت تكلفة البرنامج في جدل كبير، حيث في يونيو 2020 انتقدت صحيفة نيويورك تايمز تكلُفة تطوير الحاسوب، وأشارت إلى أن أجهزة الكمبيوتر العملاقة المُتطورة في المُستقبل القريب ستكون بتكلفة أقل وستتفوق على أداء فوغاكو.

## روابط خارجية
- الموقع الرسمي
 باللغة الإنجليزية
- الموقع الرسمي

| السجلات   | السجلات                                                   | السجلات |
| --------- | --------------------------------------------------------- | ------- |
| سبقه سومت | أسرع حاسوب في قائمة توب 500 للحواسيب الفائقة يونيو 2020 - | الحالي  |